# Dimorphophyton mutabiliforme
Dimorphophyton mutabiliforme is een zachte koraalsoort uit de familie Alcyoniidae. De koraalsoort komt uit het geslacht Dimorphophyton. Dimorphophyton mutabiliforme werd in 1988 voor het eerst wetenschappelijk beschreven door Williams. 